# Schwarze Kiefernholzwespe
Die Schwarze Kiefernholzwespe (Xeris spectrum) ist eine an Nadelhölzern lebende Holzwespen-Art.

## Merkmale
Die Art ist schlank und grazil gebaut, mit langen Beinen und langgestrecktem, zylindrischem Hinterleib, der (typisch für Pflanzenwespen) breit am Thorax ansitzt. Wie bei vielen holzbewohnenden Insekten ist die Größe der Imagines ausgesprochen variabel und kann je nach Umweltbedingungen zwischen etwa 10 und etwa 30 Millimeter Länge schwanken. Männchen und Weibchen sind gleich groß, aber unterschiedlich gefärbt. Beim Weibchen sofort auffallend ist der lange und schlanke Legebohrer (Ovipositor), der mit etwa zwanzig Millimeter Länge fast Körperlänge erreicht, er wird in Ruhe in Verlängerung des Hinterleibs gerade nach hinten gestreckt getragen. Wie bei vielen Holzwespen sitzt der recht kleine Kopf sehr beweglich an einer schmalen Hals(Cervical-)region an. Typisch für die Gattung sind zwei Kiele am Kopfhinterrand, die diesem ein eckiges Aussehen verleihen. Auch die Vorderkante des Pronotums ist kantig begrenzt. Im Flügelgeäder fehlt im Hinterflügel eine geschlossene Analzelle, ansonsten entspricht es demjenigen der verwandten Gattungen und Arten. Die Flügel sind klar und ohne Flügelmal (Pterostigma). Der Hinterleib endet bei beiden Geschlechtern in einer abgesetzten, grob gezähnten Spitze (Cornus), die relativ schmal und in der Mitte etwas erweitert ist.
Der Körper der Art ist überwiegend schwarz gefärbt. An den Hinterecken des Kopfs sitzen immer zwei weiße Flecken (Unterscheidungsmerkmal zur Gattung Sirex). Die langen, fadenförmigen Fühler sind ebenfalls schwarz. Die Beine sind beim Männchen auch überwiegend schwarz (mit rotem „Knie“-Gelenk und Tarsen), beim Weibchen ausgedehnt rot gefärbt.

## Lebensweise
Die Art entwickelt sich im Holz abgestorbener oder kränkelnder Nadelhölzer ohne klare Bevorzugung einer Gattung oder Art. Nach einigen Beobachtungen soll sie zumindest in Europa (und entgegen der Namensgebung) Fichten und Tannen gegenüber Kiefern bevorzugen. Die Entwicklungsdauer beträgt ein Jahr, in höheren Gebirgslagen oder nördlichen Breiten zwei oder sogar drei Jahre. Die Imagines schlüpfen im Sommer, von Mai bis Ende Juli, mit Maximum im Juni. Die Eiablage erfolgt an stehendem oder frisch gefälltem, liegendem Holz, länger liegendes oder verbautes Holz wird nicht angenommen. Verhaltensexperimente haben gezeigt, dass die Art Stämme bevorzugt, die bereits von anderen Holzwespenarten belegt worden sind. Da die Schwarze Kiefernholzwespe als Ausnahme unter den Holzwespenarten nicht über eigene symbiotische Pilze der Gattung Amylostereum verfügt, diese aber zur Entwicklung benötigt, ist sie vermutlich auf eine andere Art angewiesen, die sie mit dem Pilz mitversorgt. Die Larve nagt einen kurzen Gang mit einer kammerartigen Erweiterung ins Holz.
Die Art besitzt nur geringe ökonomische Bedeutung und gilt nicht als besonderer Forstschädling. Weder gesunde Bäume noch Bau- oder Nutzholz werden befallen. Schäden werden gelegentlich an Bäumen vermeldet, die durch Pflanz- oder Rückearbeiten an der Stammbasis Rindenschäden aufweisen. Recht verbreitet werden die Tiere aber mit Holz (vor allem Brennholz) in menschliche Wohnungen eingeschleppt.

## Verbreitung
Die Art besitzt ein sehr großes Verbreitungsgebiet in der Paläarktis, von Westeuropa bis Japan (Angaben aus Nordamerika beruhen auf eingeschleppten Vorkommen oder werden heute anderen Arten zugeordnet). Es wurden früher drei Unterarten unterschieden, von denen die Typusunterart Xeris spectrum spectrum in Europa vorkomme, diese werden aktuell nicht mehr anerkannt. Die Art besiedelt fast ganz Europa, nördlich bis Südnorwegen, fehlt aber aus unbekannten Gründen in England.
Die Art galt als der einzige Vertreter der Gattung in Europa, bis 2015 mit Xeris pallicoxae Goulet eine zweite Art neu beschrieben wurde; diese war vorher mit Xeris spectrum verwechselt worden. Xeris pallicoxae ist in Europa, auch in Mitteleuropa, weit verbreitet, sie ist, unter anderem, an der namensgebenden helleren (rotbraun, gegenüber schwarz) Farbe der Coxen bei den Weibchen unterscheidbar. Bei alten Literaturangaben ist es daher unklar, auf welche der Arten sie sich wirklich beziehen.

## Belege